# Hilara tridactyla
Hilara tridactyla är en tvåvingeart som beskrevs av José Albertino Rafael 2001. Hilara tridactyla ingår i släktet Hilara och familjen dansflugor. Inga underarter finns listade i Catalogue of Life.